# 蓋烏斯·卡西烏斯·朗基努斯 (30年執政官)
蓋烏斯·卡西烏斯·朗基努斯（Gaius Cassius Longinus）是羅馬帝國的一位法學家，卡西亞氏族的成員。西元30年時擔任羅馬執政官，之後出任小亞細亞執政官。皇帝尼祿在位期間一度被流放，維斯帕先即位後得以返回羅馬。
他的妻子是尤妮亞·雷比達（Junia Lepida），馬爾庫斯·尤尼烏斯·西拉努斯·托爾夸圖斯與艾米莉亞·雷比達的女兒。他們有一子一女，卡西烏斯·雷比達以及卡西婭·隆吉娜，後者嫁給了著名羅馬將領格奈烏斯·多米提烏斯·科爾布羅。